# Eberhard Bons
Eberhard Bons (* 1958 in Krefeld-Uerdingen) ist ein deutscher römisch-katholischer Theologe.

## Leben
Bons studierte römisch-katholische Theologie. Seit 1995 ist Bons als Hochschullehrer für Katholische Theologie an der Universität Straßburg im Fachbereich Altes Testament tätig.

## Werke (Auswahl)
- Der eine Gott und die fremden Kulte, Neukirchener, Neukirchen-Vluyn 2009
- Psalm 22 und die Passionsgeschichten der Evangelien, Neukirchener, Neukirchen-Vluyn 2007
- Das Buch Hosea,  Verlag Katholisches Bibelwerk, Stuttgart 1996
- Psalm 31 – Rettung als Paradigma, Knecht, Frankfurt am Main 1994,
- Der Philosoph Ernesto Grassi, Fink, München 1990